# Fairview Park (Indiana)
Pour les articles homonymes, voir Fairview Park.
Fairview Park est une localité située dans le comté de Vermillion, dans l’État de l’Indiana. Lors du recensement de 2010, sa population s’élevait à 1 386 habitants. Sa superficie totale est de 2,28 km2.

## Histoire
La localité a été fondée en août 1902.

## Source
- (en) Cet article est partiellement ou en totalité issu de l’article de Wikipédia en anglais intitulé « Fairview Park, Indiana » (voir la liste des auteurs).